# Felicjan Lubieniecki
Felicjan Lubieniecki herbu Rola – podczaszy nowogrodzkosiewierski w latach 1720–1726.
Poseł województwa czernihowskiego na sejm 1724 roku.